# ألين تشرتش
ألين تشرتش (بالإنجليزية: Allen Church)‏ هو متزلج جبال أمريكي، ولد في 15 يونيو 1928، وتوفي في 17 أغسطس 2019 في ألباكركي في الولايات المتحدة.

## روابط خارجية
- ألين تشرتش على موقع أوليمبيديا (الإنجليزية)